# Piatra Buhei
Piatra Buhei (monument al naturii) este o arie protejată de interes național ce corespunde categoriei a III-a IUCN (rezervație naturală de tip geologic și paleontologic) situată în județul Suceava, pe teritoriul administrativ al orașului Câmpulung Moldovenesc.

## Descriere
Aria naturală se află la poalele Munților Rarău, în partea centrală a județului Suceava, în partea estică a municipiului Câmpulung Moldovenesc, în versantul drept al văii Izvorul Alb un afluent de dreapta al râului Moldova, lângă drumul județean (DJ175A) Chiril - Câmpulung Moldoveesc.
Rezervația naturală cu o suprafață de 2 hectare a fost declarată arie protejată prin Legea nr.5 din 6 martie 2000 (privind aprobarea Planului de amenajare a teritoriului național - Secțiunea a III-a - zone protejate) și reprezintă o zonă (afloriment) de interes geologic și paleontologic, în versantul drept al Pârâului Izvorul Alb.